# Gaildorf

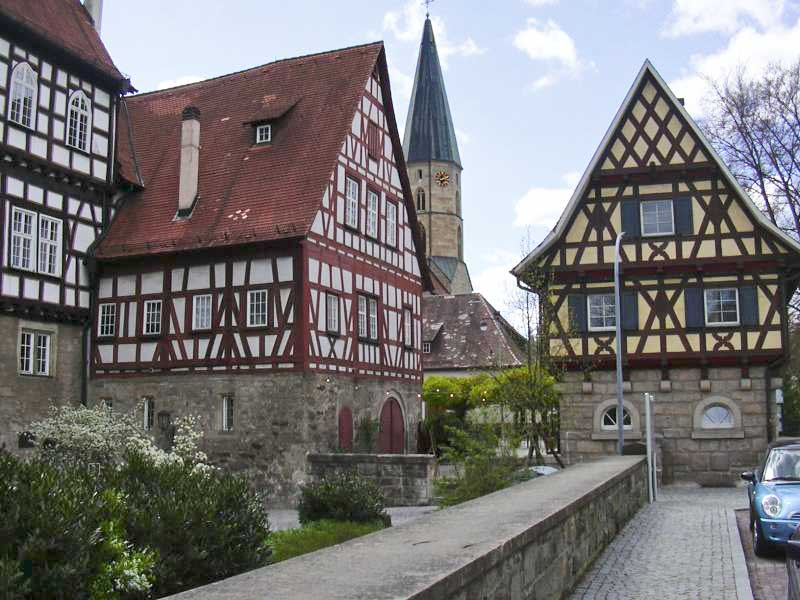
Oude kasteel en kerk

Gaildorf is een plaats in de Duitse deelstaat Baden-Württemberg, gelegen in het Landkreis Schwäbisch Hall. De stad telt 12.147 inwoners.

## Geografie
Gaildorf heeft een oppervlakte van 62,56 km² en ligt in het zuidwesten van Duitsland.
Blaufelden ·
Braunsbach ·
Bühlertann ·
Bühlerzell ·
Crailsheim ·
Fichtenau ·
Fichtenberg ·
Frankenhardt ·
Gaildorf ·
Gerabronn ·
Ilshofen ·
Kirchberg an der Jagst ·
Kreßberg ·
Langenburg ·
Mainhardt ·
Michelbach an der Bilz ·
Michelfeld ·
Oberrot ·
Obersontheim ·
Rosengarten ·
Rot am See ·
Satteldorf ·
Schrozberg ·
Schwäbisch Hall ·
Stimpfach ·
Sulzbach-Laufen ·
Untermünkheim ·
Vellberg ·
Wallhausen ·
Wolpertshausen